# Ziphius
Ziphius là một chi động vật có vú trong họ Ziphiidae, bộ Cetacea. Chi này được G. Cuvier miêu tả năm 1823. Loài điển hình của chi này là Ziphius cavirostris G. Cuvier, 1823.

## Các loài
Chi này gồm các loài:
- Ziphius cavirostris G. Cuvier, 1823;
- Ziphius compressus Owen, 1870: đã tuyệt chủng.

## Hình ảnh

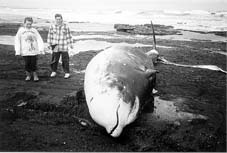
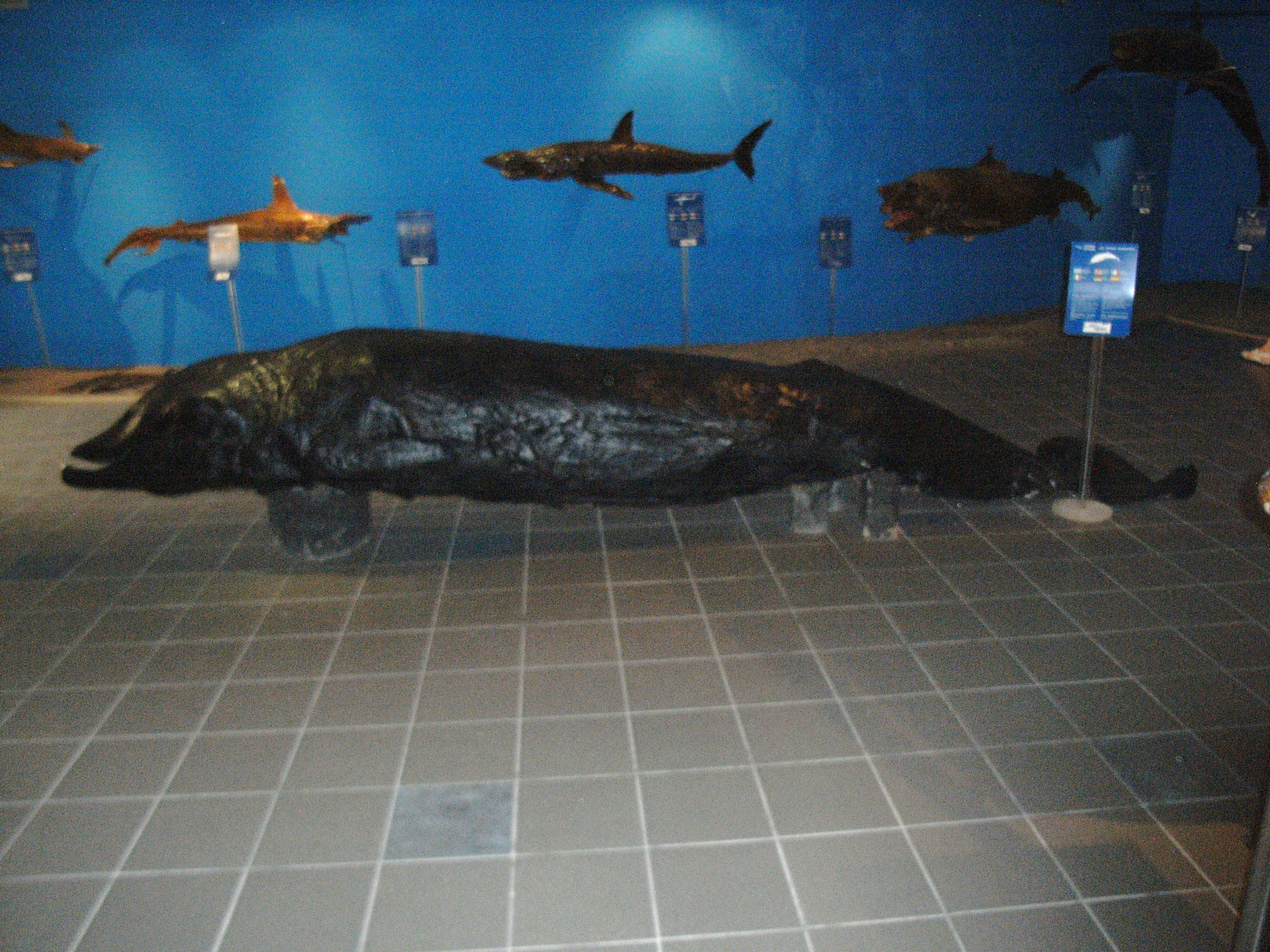
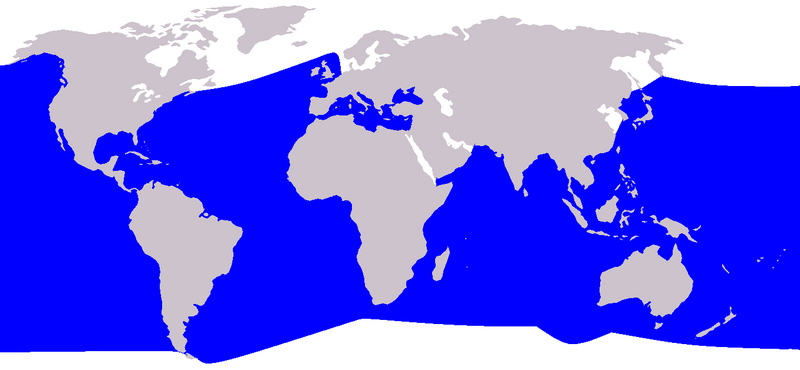
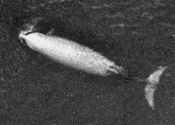